# Acanthinula
Acanthinula é um género de gastrópode  da família Valloniidae.
Este género contém as seguintes espécies:
- Acanthinula aculeata (Müller, 1774)
- Acanthinula spinifera Mousson, 1872